# Bellardiochloa variegata
Bellardiochloa variegata — вид квіткових рослин родини злакових (Poaceae). Ареал: Туреччина та Європа (Албанія, Австрія, Болгарія, Словаччина, Франція (у т. ч. Корсика), Греція, Італія (у т. ч. Сицилія), Польща, Румунія, Іспанія, Швейцарія, Україна, Хорватія, Сербія).

## Екологія
Населяє високогірні пасовища.

## Біоморфологічна характеристика
Багаторічна рослина заввишки 15–50 см, гола. Стебла прямовисні, жорсткі. Прикореневі листки згорнуті, довгі, жорсткі, шорсткі; язичок довгасто-ланцетний. Волоть 4–12 см завдовжки, довгаста, розпростерта, потім звужена. Колосочки овальні, з 3–4 квітками, оточеними біля основи пучком волосків. Колоскові луски з 1–3 жилками. Лема гостра чи мукронатна, з 5 слабкими жилками. Палея майже така ж довжина, як лема і має дві жилки. Цвітіння: липень і серпень.